# 読響シンフォニックライブ
『読響シンフォニックライブ』（よみきょうシンフォニックライブ）は、日本テレビ・BS日テレにて2012年4月から2020年12月まで放送されていたクラシック音楽番組。基本的に毎月第3水曜日の翌日未明2:29 - 3:29に地上波で放送されている。BS日テレでは地上波より9日遅れの土曜日7:00 - 8:00に放送される。
BS日テレにおいて、特番編成や放送時間拡大の場合、イレギュラーな時間・週で放送されることもあった。
2012年3月まで放送された『読響Symphonic Live〜深夜の音楽会』の後継番組である。

## 出演

### 管弦楽
- 読売日本交響楽団

### 司会
- 古市幸子（開始 - 2012年7月19日[注 2]）（日本テレビアナウンサー）
- 松井咲子[注 3]（2012年8月16日[注 2] - 最終回）[1]

## 放送内容
| 回 | 放送日         | 曲目 | ゲスト |
| -- | -------------- | --- | --- |
| 1  | 2012年 4月19日 | マーラー：交響曲第4番から（指揮：上岡敏之、ソプラノ：キルステン・ブランク） | |
| 2  | 5月17日        | シューマン：ピアノ協奏曲から(ピアノ：清水和音、指揮：下野竜也) ドヴォルザーク：交響曲第8番から(指揮：下野竜也) ドヴォルザーク：スラヴ舞曲第2集から第7番(指揮：下野竜也) 岡野貞一(野本洋介編)：ふるさと(指揮：下野竜也) | |
| 3  | 6月21日        | R.シュトラウス：13管楽器のためのセレナード(指揮：三ツ橋敬子) R.シュトラウス：オーボエ協奏曲(オーボエ：蠣崎耕三、指揮：三ツ橋敬子) | 蠣崎耕三(読響首席オーボエ奏者) 辻功(読響首席オーボエ奏者) 浦丈彦(読響オーボエ奏者) 北村貴子(読響オーボエ奏者)                     |
| 4  | 7月19日        | ショスタコーヴィチ：交響曲第5番(指揮：久石譲) | |
| 5  | 8月16日        | 久石譲：シンフォニア～室内オーケストラのための～(指揮：久石譲) ドビュッシー：牧神の午後への前奏曲(指揮：久石譲) ニコライ：歌劇「ウィンザーの陽気な女房たち」序曲(指揮：下野竜也) | |
| 6  | 9月20日        | ムソルグスキー(ラヴェル編)：組曲「展覧会の絵」(指揮：藤岡幸夫) 吉松隆：朱鷺によせる哀歌(指揮：藤岡幸夫) | 藤岡幸夫(指揮者) |
| 7  | 10月18日       | ハチャトゥリアン：バレエ組曲「ガイーヌ」から「剣の舞」(指揮：アラム・ハチャトゥリアン) モーツァルト：レクイエム、アヴェ・ヴェルム・コルプス (指揮：シルヴァン・カンブルラン、ソプラノ：森麻季、メゾ・ソプラノ：山下牧子、テノール：鈴木准、バス・バリトン：久保和範、合唱：広島平和祈念合唱団、朗読：吉川晃司) 服部隆之：心の譜面(ピアノ：松井咲子) | 藤井洋子(読響首席クラリネット奏者)                                                                                                |
| 8  | 11月22日       | チャイコフスキー：交響曲第4番から(指揮：ゲンナジー・ロジェストヴェンスキー) | |
| 9  | 12月20日       | ストラヴィンスキー：バレエ音楽「ペトルーシュカ」(1947年版)(指揮：シルヴァン・カンブルラン) | 野本洋介(読響打楽器奏者) 西久保友広(読響打楽器奏者)                                                                               |
| 10 | 2013年 1月17日 | ブラームス：交響曲第1番から(指揮：オスモ・ヴァンスカ) サン＝サーンス：組曲「動物の謝肉祭」から「象」(コントラバス：西澤誠治、ピアノ：松井咲子) | 西澤誠治(読響首席コントラバス奏者)                                                                                                |
| 11 | 2月21日        | メンデルスゾーン：交響曲第4番「イタリア」から(指揮：三ツ橋敬子) ボッテシーニ：ヴァイオリンとコントラバスのための協奏的大二重奏曲(ヴァイオリン：日下紗矢子、コントラバス：石川滋、指揮：藤岡幸夫) | 奥田佳道(音楽評論家) |
| 12 | 3月21日        | ワーグナー(デ・フリーヘル編)：楽劇「トリスタンとイゾルデ」"オーケストラル・パッション"から(指揮：スタニスラフ・スクロヴァチェフスキ) | 茂木健一郎(脳科学者) |
| 13 | 4月18日        | ベートーヴェン：交響曲第5番「運命」(指揮:ラファエル・フリューベック・デ・ブルゴス) | 島田玲奈(読響ヴァイオリン奏者) 寺井馨(読響ヴァイオリン奏者)                                                                       |
| 14 | 5月30日        | ブルックナー：交響曲第5番(指揮:下野竜也) | |
| 15 | 6月20日        | マーラー：交響曲第5番から(指揮:レイフ・セゲルスタム) | 岡田全弘(読響首席ティンパニ奏者)                                                                                                  |
| 16 | 7月18日        | スメタナ：連作交響詩「我が祖国」から(指揮:小林研一郎) | 新井鴎子(番組構成作家) |
| 17 | 8月15日        | ガブリエリ：第７旋法による８声のカンツォーナ 第2(金管八重奏) ヴィヴァルディ：2つのトランペットのための協奏曲(トランペット：田島勤・長谷川潤、指揮：梅田俊明) ヴェルディ：歌劇「アイーダ」から「凱旋行進曲とバレエ音楽」(指揮：梅田俊明) アンダーソン(津堅直弘編)：トランペット吹きの休日(指揮：梅田俊明)                                            | 田島勤(読響首席トランペット奏者) 長谷川潤(読響首席トランペット奏者) 田中敏雄(読響トランペット奏者) 山本英司(読響トランペット奏者) |
| 18 | 9月12日        | モーツァルト：ピアノ協奏曲第23番から(ピアノ：菊池洋子、指揮：レイフ・セゲルスタム) ラフマニノフ：ピアノ協奏曲第2番から(ピアノ：河村尚子、指揮：ユーリ・テミルカーノフ) | 菊池洋子(ピアニスト) |
| 19 | 10月10日       | バーンスタイン：「キャンディード」序曲(指揮：ヒュー・ウルフ) ガーシュウィン：パリのアメリカ人から(指揮：ヒュー・ウルフ) バーンスタイン：「ウエスト・サイド・ストーリー」"シンフォニック・ダンス"(指揮：ヒュー・ウルフ) | 日下紗矢子(読響コンサートマスター)                                                                                                |
| 20 | 11月7日        | 久石譲：オーケストラ・ストーリーズ「となりのトトロ」(指揮：久石譲、朗読：樹木希林) 久石譲：風立ちぬ(指揮：久石譲) ベートーヴェン：交響曲第7番(指揮：久石譲) ハチャトゥリアン：組曲「仮面舞踏会」から「ワルツ」(指揮：久石譲) | 樹木希林(女優) |
| 21 | 12月12日       | チャイコフスキー：交響曲第6番「悲愴」から(指揮：ユーリ・テミルカーノフ) | |
| 22 | 2014年 1月16日 | モーツァルト：交響曲位第29番から(指揮：シルヴァン・カンブルラン) モーツァルト：協奏交響曲(ヴァイオリン：荻原尚子、ヴィオラ：清水直子、指揮：シルヴァン・カンブルラン) | |
| 23 | 2月6日         | ブルックナー：交響曲第4番「ロマンティック」から(指揮：スタニスラフ・スクロヴァチェフスキ) ボネット：ラテンアメリカフルートアルバムから「La PARTIDA」(フルート：倉田優、ピアノ：松井咲子) | 倉田優(読響首席フルート奏者) |
| 24 | 3月6日         | バルトーク：ピアノ協奏曲第3番（ピアノ：金子三勇士、指揮：シルヴァン・カンブルラン) バルトーク：6つのルーマニア民俗舞曲(指揮：シルヴァン・カンブルラン) マーラー：交響曲第9番から(指揮：ゲルト・アルブレヒト) | 金子三勇士(ピアニスト) |
| 25 | 4月10日        | R.シュトラウス：交響詩「英雄の生涯」(指揮：山田和樹) | |
| 26 | 5月22日        | ベートーヴェン：交響曲第3番「英雄」(指揮：山田和樹) モーツァルト：ピアノ協奏曲第23番から(ピアノ：河村尚子、指揮：尾高忠明) モーツァルト：交響曲第35番「ハフナー」から(指揮：尾高忠明) | |
| 27 | 6月19日        | ドヴォルザーク：レクイエムから(指揮：下野竜也、ソプラノ：中嶋彰子、メゾ・ソプラノ：藤村実穂子、テノール：吉田浩之、バス：妻屋秀和、合唱：国立音楽大学合唱団) | |

## 収録
読売日本交響楽団の主催公演を収録するほか、日本テレビ主催による「公開録画」が1年度に2回程度行われる。「公開録画」の観客は、事前応募による招待制である。

### 公開録画
| 収録日              | 会場                               | 共演者 | 曲目 |
| ------------------- | ---------------------------------- | --- | --- |
| 2012年5月30日（水） | 東京オペラシティ・コンサートホール | 久石譲(指揮) | ドビュッシー：牧神の午後への前奏曲 久石譲：シンフォニア～弦楽オーケストラのための～ ショスタコーヴィチ：交響曲第5番 |
| 2012年7月5日（木）  | 東京オペラシティ・コンサートホール | 藤岡幸夫(指揮) 日下紗矢子(ヴァイオリン) 石川滋(コントラバス) | 吉松隆：朱鷺によせる哀歌 ボッテジーニ：ヴァイオリンとコントラバスのための協奏的大二重奏曲「グラン・デュオ・コンチェルタンテ」 ムソルグスキー(ラヴェル編)：組曲「展覧会の絵」 |
| 2013年6月4日（火）  | 東京オペラシティ・コンサートホール | 梅田俊明(指揮) 田島勤(読響首席トランペット奏者) 長谷川潤(読響首席トランペット奏者) 北村源三(トランペット) 田宮堅二(トランペット) 津堅直弘(トランペット) 戸部豊(トランペット) | ガブリエリ：第７旋法による８声のカンツォーナ 第2 レスピーギ：リュートのための古風な舞曲とアリア第3組曲 ヴィヴァルディ：2つのトランペットのための協奏曲 ブリテン：シンプル・シンフォニー ワーグナー：歌劇「ローエングリン」から「エルザの大聖堂への行列」 ヴェルディ：歌劇「アイーダ」から「凱旋行進曲とバレエ音楽」 アンダーソン(津堅直弘編)：トランペット吹きの休日                                     |
| 2013年8月28日（水） | 東京芸術劇場                       | 久石譲(指揮) 樹木希林(朗読) | ジョン・アダムズ：チェアマンダンス 久石譲：オーケストラ・ストーリーズ「となりのトトロ」 久石譲：風立ちぬ ベートーヴェン：交響曲第7番 ハチャトゥリアン：組曲「仮面舞踏会」から「ワルツ」 |
| 2014年4月3日（木）  | 東京オペラシティ・コンサートホール | ※指揮者なし コンサートマスター：小森谷巧 | ＜指揮者のいない演奏会＞ ヴィヴァルディ：４つのヴァイオリンのための協奏曲RV.580から第1楽章(合奏協奏曲集「調和の霊感」作品3から第10番) チャイコフスキー：弦楽セレナード クライスラー：美しきロスマリン クライスラー：ヴィヴァルディの様式による協奏曲から第2楽章 ホイベルガー(クライスラー編)：歌劇「オペラ舞踏会」から「ミッドナイト・ベル」 シューベルト：交響曲第7 番「未完成」 マスネ：タイスの瞑想曲 |
| 2014年7月24日（木） | 新宿文化センター                   | 石川星太郎(指揮) 森麻季(ソプラノ) 堀内康雄(バリトン) 新国立劇場合唱団(合唱)                                                                                                  | ブラームス：交響曲第3番 フォーレ：レクイエム 佐藤眞：カンタータ「土の歌」～第7楽章「大地讃頌」 |

## スタッフ
- 構成：新井鴎子
- TM（テクニカルマネージャー）：小椋敏宏（2018年12月12日-）
- TD（テクニカルディレクター）：伊藤秀雄
- SW（スイッチャー）：石渡裕二（メインスイッチャー）・出野裕史（サブスイッチャー）
- カメラ：石渡裕二・出野裕史・大谷アグリ（入れ替え制）
- 音声：櫻田勝博（メインミキサー）
- 調整：橋詰聖仁
- 照明：高橋正彦（共立）
- 音響効果：吉田比呂樹（M-TANK）
- タイムキーパー：山際慎子
- 編集：春木美保（NiTRo）
- MA：服部大介
- ロケ技術：ビデオウィング、大本裕司
- スタイリスト：高山良昭
- ヘアメイク：上田忍（以前はメイク）
- デスク：岡田真美
- アシスタントディレクター：松岡恵理
- 制作協力：AX-ON、プラネットワイ
- ディレクター：持田詩織、志田佳則、佐々木理子（持田→以前はAD）
- 演出：小室圭子（以前はディレクター）
- プロデューサー：清水真美子（2018年12月12日-）、尼崎昇（2019年6月19日-）、酒井柚香（以前はAP►演出►AP）、小嶋清美（2018年6月27日-）
- チーフプロデューサー：関健一（2018年12月12日-）
- 制作著作：日テレ

### 過去のスタッフ
- TM（テクニカルマネージャー）：今村公威
- TD（テクニカルディレクター）：三沢津代志（以前はSW）、加賀金重郎、飯島章夫（飯島→以前は調整）
- カメラマン：黒木貴博、東武志、浅田昇
- 映像調整→調整：萩野谷直樹、小峰祐司、高橋卓、石坂忠義
- 照明：佐々木靖（共立）
- VTR編集→編集：仁科丈治、寺田幸二、小泉崇、細野昌美、奈雲正樹（NiTRo）
- ロケ技術：蕪木靖久、町田和康
- スタイリスト：関恵美子、本田裕子
- ヘアメイク：金坂純子
- ロケ協力：汐留ベヒシュタイン・サロン
- アシスタントディレクター：岡野倫子、三芳なつみ、河野紗耶
- ディレクター：藤野はるか、中村康彦（中村→以前はAD）
- 企画：古野千秋
- プロデューサー：伊庭野はるか（2016年6月15日-2017年11月22日）、黄木美奈子（黄木→2016年6月15日-2018年11月21日）
- プロデューサー・演出：斎藤政憲
- チーフプロデューサー：藤井淳、森實陽三（森實→2014年12月10日-2016年5月11日）、遠藤正累（遠藤→2016年6月15日-2018年11月21日）